# Aleutenkette
Die Aleutenkette, auch Alëutenkette, (englisch Aleutian Range) ist ein Gebirgszug auf der Alaska-Halbinsel (Alaska, USA).
Er erstreckt sich vom Chakachamna Lake (130 km westlich von Anchorage) rund 900 km bis zur Aleuten-Insel Unimak. Der nördlichste Teil wird auch als Chigmit Mountains bezeichnet und stellt den Übergang von der Aleutenkette zu der sich im Nordosten anschließenden Alaskakette dar.
Aus geologischer Sicht wird die Aleutenkette jedoch nicht zu den pazifischen Küstengebirgen Nordamerikas gerechnet, sondern zum pazifischen Feuerring, der weiter westlich im Rahmen der Aleuten eine teils vom Meer überdeckte Verlängerung auf weiteren 1700 km Länge bildet.
Verkehrlich ist ihre wilde Landschaft kaum erschlossen und kann nur per Schiff oder Flugzeug erreicht werden.
Der Gebirgszug enthält eine große Anzahl von aktiven Vulkanen.
Vulkane (Auswahl):
- Mount Redoubt (3.108 m) – in den Chigmit Mountains
- Mount Iliamna (3.054 m) – in den Chigmit Mountains
- Mount Shishaldin (2.857 m) – auf Unimak
- Mount Pavlof (2.715 m)
- Mount Veniaminof (2.508 m)
- Isanotski Peaks (2.446 m) – auf Unimak
- Mount Denison (2.318 m)
- Mount Douglas (2.153 m)
- Mount Chiginagak (2.134 m)
- Double Peak (2.078 m) – in den Chigmit Mountains
- Mount Katmai (2.047 m)
- Pogromni (2.002 m) – auf Unimak
- Mount Aniakchak (1.341 m)
- Novarupta (841 m)